# Mellitidia dentata
Mellitidia dentata är en biart som först beskrevs av Smith 1859.  Mellitidia dentata ingår i släktet Mellitidia och familjen vägbin. Inga underarter finns listade i Catalogue of Life.